# Personal Property
Personal Property é um filme estadunidense de 1937 dirigido por W. S. Van Dyke e estrelado por Jean Harlow e Robert Taylor. Foi o último filme lançado com Harlow durante a sua vida.

## Sinopse
Raymond Dabney retorna para sua família depois de problemas com a lei. Ele convence o delegado a dar-lhe um emprego tomando conta da casa da víuva Crystal Wetherby sem saber que ela está noiva de seu irmão.

## Elenco
- Jean Harlow ... Crystal Wetherby
- Robert Taylor ... Raymond Dabney ("Ferguson")
- Reginald Owen ... Claude Dabney
- Una O'Connor ... Clara
- Henrietta Crosman .... Mrs. Cosgrove Dabney
- E.E. Clive .... Cosgrove Dabney
- Cora Witherspoon ....Mrs. Burns
- Marla Shelton ....Catherine Burns
- Forrester Harvey ...Herbert Jenkins
- Lionel Braham ...Lord Carstairs
- Barnett Parker ... Arthur 'Trevy' Trevelyan